# Maria Estling Vannestål
Agneta Inger Maria Estling Vannestål, född 13 november 1968 i Växjö församling, Kronobergs län, är en svensk författare, översättare och språkvetare.